# Pollenia sichuanensis
Pollenia sichuanensis este o specie de muște din genul Pollenia, familia Calliphoridae, descrisă de Feng în anul 2004. Conform Catalogue of Life specia Pollenia sichuanensis nu are subspecii cunoscute.